# Логинов, Николай Логинович
Николай Логинович Логинов (1896—1977) — советский военачальник, командовавший в годы Великой Отечественной войны 139-й стрелковой дивизией, полковник. В августе 1941 года попал в немецкий плен. Был освобожден в 1945 году, в 1946 года уволен в запас.

## Биография
Родился в 1896 году в с. Долгово Ржевского района Калининской области. Русский. Член ВКП(б).
До призыва в армию проживал в г. Ленинграде.
C 13 февраля 1933 по 2 июля 1936 года был командиром 1-го Колхозного кавалерийского полка.
Со 2 июля 1936 по 1940 года был помощником командования 15-й кавалерийской Кубанской дивизии.
В 1938 году стал кавалером медали «XX лет Рабоче-Крестьянской Красной Армии».
22 марта 1941 года назначен командиром 139-й стрелковой дивизии в составе 37-го стрелкового корпуса. Перед началом Великой Отечественной войны части дивизии располагались на территории Украины и Ростовской области в Чертково. 17 июня 1941 года от командования 37-го стрелкового корпуса была получена шифрограмма с требованием 18 июня малочисленному формированию под Чертково выступить в район города Рогатина для проведения учений. На просьбу задействовать в учениях части дивизии, задействованные в выполнении оборонных работах и охране объектов на территории Украины от командования стрелкового корпуса был получен отказ.
В составе 6-й армии на Юго-Западном фронте командовал дивизией в сражении под Уманью. 8 августа 1941 года в боях за с. Копенковатое полковник Логинов был захвачен в немецкий плен.
В плену находился в лагерях и тюрьмах: Замостье, тюрьма св. Крест, крепости Вюльцбург, Нюрнберг, Хамцальбург.
Освобожден в 1945 году. Проверку проходил в 32-м запасном стрелковом полку 12-й запасной стрелковой дивизии.
11 сентября 1946 года уволен в запас в городе Ростов-на-Дону приказом МВС СССР № 0654.
7 и 8 декабря 1966 года принимал участие в конференции «Боевые действия войск Юго-Западного фронта на Правобережной Украине в начальный период Великой Отечественной войны (июнь-август 1941г)», организованной Военно-научным обществом при Львовском окружном Доме офицеров.